# Jüdischer Friedhof (Grothe)

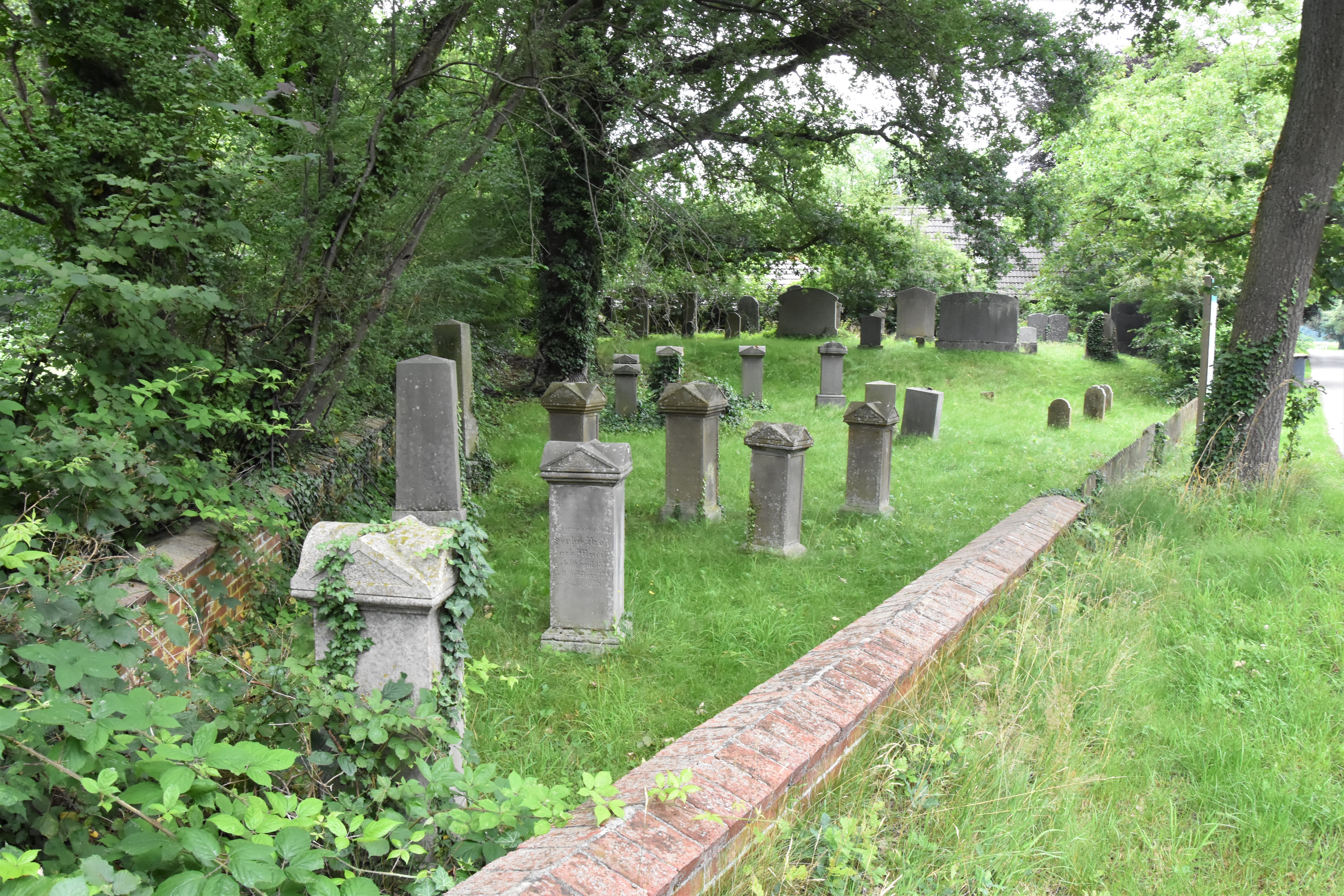
Jüdischer Friedhof in Badbergen-Grothe

Der Jüdische Friedhof Grothe liegt im Ortsteil Grothe der Gemeinde Badbergen (Samtgemeinde Artland) im niedersächsischen Landkreis Osnabrück, an der Straße „Am Judenfriedhof“.
Der Friedhof wurde von 1838 bis 1935 belegt. Auf ihm befinden sich 48 Grabsteine.